# Pitho aculeata
Pitho aculeata är en kräftdjursart som först beskrevs av Lewis Reeve Gibbes 1850.  Pitho aculeata ingår i släktet Pitho och familjen Tychidae. Inga underarter finns listade i Catalogue of Life.